# Monterrei (Weinbaugebiet)
Monterrei (galicisch: Berg des Königs) ist ein spanisches Weinbaugebiet in der nordwestlichen Region Galicien und liegt nahe der portugiesischen Grenze. Die gleichnamige Festung überragt noch heute die Weinberge. Rund 660 Hektar bestockter Rebflächen in Höhenlagen zwischen 400 und 450 m liegen beidseitig des Flusses Tamega sowie seiner Nebenflüsse um Verin im Nordwesten der Provinz Ourense. Im Tal des Tamega und seiner Nebenflüsse überwiegt meist fruchtbares Schwemmland aus dem Erdzeitalter des Miozän, in den Hanglagen findet tiefe, meist schwere, manchmal sandige Böden
Die Hauptanbauflächen verteilen sich auf 2 Subregionen:
- Val de Monterrei in den Tallagen des Tamega und seiner Zuflüsse mit Rebflächen in den Unterbezirken von Castrelo do Val (mit den Gemeinden Castrelo do Val, Pepín, Nocedo), Monterrei (Albarellos, Infesta, Monterrei und Vilaza), Oimbra (Oimbra, Rabal, O Rosal und San Cibrao) und Verín (Abedes, Cabreiroa, Feces de Abaixo, Feces de Cima, Mandín, Mourazos, Pazos, Queizas, A Rasela, Tamagos, Tamaguelos, Tintores, Verín, Vilela und Vilamaior do Val).
- Ladeira de Monterrei in Hang- und höheren Lagen in den Unterbezirken von Castrelo do Va Gondulfes und Servoi, Oimbra (As Chas und A Granxa), Monterrei (Flariz, Medeiros, Mixos, Estevesinos und Vences) und Verín (Queirugas).

Seit dem 25. November 1994 verfügt das Gebiet über den Status einer D.O. und seit Januar 1996 ist die Aufsichtsbehörde eingesetzt. Insgesamt sind mehr als 3000 Hektar Fläche für den Anbau von Qualitätswein zugelassen. Die Vorschriften werden im Allgemeinen streng überwacht. Zurzeit (Stand 2005) gibt es 16 Weinkellereien sowie ca. 580 nebenberufliche Winzer, die diesen Kellereien zuarbeiten.
Siehe auch den Artikel Weinbau in Spanien.

## Klima
Valdeorras ist eine der wärmsten und trockensten Zone innerhalb Galiciens, mit einem atlantischen Klima, das aber vom kontinentalen Binnenklima stark beeinflusst ist. Die jährliche Durchschnittstemperatur liegt bei 11,5 °C und im Schnitt fallen hier zwischen 650 und 700 mm Niederschlag pro Jahr.

## Weine
Innerhalb des Weinbaugebiets sind alle Weintypen zugelassen. Es führen die weißen Rebsorten mit einer Gesamtmenge von über 60 Prozent. International versucht man von der aktuellen Berühmtheit der weißen Rebsorte Godello, die durch die Reblaus fast verschwunden war, zu profitieren. Die spritzigen Weine dieser seltenen Sorte wurden im Bereich Valdeorras wiederentdeckt und bilden auch hier einen wichtigen Faktor. Weitere weiße Sorten sind Treixadura, Doña Blanca, Monstruosa und Palomino.
Die Rotweine werden hauptsächlich aus den Sorten Mencía und Bastardo gekeltert und teilweise auch mit Garnacha, Gran Negro sowie Merenzao (auch María Ardoña genannt) verschnitten.
Als Unterlagsrebe wird im Allgemeinen die Sorte Rupestris de Lot eingesetzt.

## Regulierungsbehörde
Die Einhaltung der Produktionsbestimmungen werden durch die lokale Regulierungsbehörde, Consejo Regulador überwacht.
- Consejo Regulador D.O. Monterrei
- Avda. Luis Espada, 89 bajo
- E 32600 Verin / Ourense